# Lijst van beelden in Bonaire
Dit is een chronologische (incomplete) lijst van beelden in Bonaire.
Onder een beeld wordt hier verstaan elk driedimensionaal kunstwerk in de openbare ruimte van het Caribisch openbaar lichaam Bonaire, waarbij beeld wordt gebruikt als verzamelbegrip voor sculpturen, standbeelden, installaties, gedenktekens en overige beeldhouwwerken.
| Geplaatst             | Omschrijving                                                           | Kunstenaar                | Straat                                      | Plaats     | Materiaal                                    | Afbeelding |
| --------------------- | ---------------------------------------------------------------------- | ------------------------- | ------------------------------------------- | ---------- | -------------------------------------------- | ---------- |
| 1923 (1991 vernieuwd) | Wilhelminabank                                                         |                           | Plasa Wilhelmina                            | Kralendijk | Beton, marmer en granito                     |            |
| 1934                  | Gedenknaald 300 jaar Nederlands gezag                                  |                           | Kaya C.E.B. Hellmund                        | Kralendijk |                                              |            |
| 1957                  | Monument Gevallenen Tweede Wereldoorlog                                | Lucio Emerenciana         | Parke Wilhelmina                            | Kralendijk | Beton en granito                             |            |
| 1957                  | Borstbeeld Simón Bolívar (anno 1996 op een voet van geschilderd beton) | L. Frizzi                 | Kaya Libertador Simon Bolivar               | Kralendijk | Brons                                        |            |
| 1966                  | Borstbeeld Julio Abraham                                               | Johannes Gustaaf Wertheim | Kaya Rincon – Kaya Encarnacion B. Sint Jago | Rincon     | Brons                                        |            |
| 1985                  | Sticusa-beeld                                                          | Frans Booi                | Kaya Liberatador Simon Bolivar              | Kralendijk | Roestvast staal, beton en geglazuurde tegels |            |
| 1991                  | Frater van Tilburg                                                     | Frans Booi                | Plasa Fraternan di Tilburg                  | Kralendijk | Staal                                        |            |
| 1992                  | Gedenksteen 500 jaar ontdekking Amerika                                | Frans Booi                | Kaya Encarnacion B. Sint Jago               | Rincon     | Natuursteen en roestvast staal               |            |